# Episodi di Webster (quinta stagione)
La quinta stagione della serie televisiva Webster è stata trasmessa in first-run syndication negli Stati Uniti d'America tra il 21 settembre 1987 e l'11 aprile 1988.
| nº | Titolo originale               | Titolo italiano | Prima TV USA      | Prima TV Italia |
| -- | ------------------------------ | --------------- | ----------------- | --------------- |
| 1  | San Francisco (Part 1)         |                 | 21 settembre 1987 |                 |
| 2  | San Francisco (Part 2)         |                 | 28 settembre 1987 |                 |
| 3  | San Francisco (Part 3)         |                 | 5 ottobre 1987    |                 |
| 4  | Hello, Nicky                   |                 | 12 ottobre 1987   |                 |
| 5  | Grab bag                       |                 | 19 ottobre 1987   |                 |
| 6  | Breaking away                  |                 | 26 ottobre 1987   |                 |
| 7  | The strike                     |                 | 2 novembre 1987   |                 |
| 8  | George's brush with life       |                 | 9 novembre 1987   |                 |
| 9  | The importance of being worthy |                 | 16 novembre 1987  |                 |
| 10 | A hell of a weekend            |                 | 30 novembre 1987  |                 |
| 11 | Katherine, the Greek           |                 | 7 dicembre 1987   |                 |
| 12 | Simple gifts                   |                 | 14 dicembre 1987  |                 |
| 13 | The four tops: the sequel      |                 | 4 gennaio 1988    |                 |
| 14 | Nerds are people too           |                 | 11 gennaio 1988   |                 |
| 15 | Taming of the stew             |                 | 18 gennaio 1988   |                 |
| 16 | The couch potato must die      |                 | 25 gennaio 1988   |                 |
| 17 | The cruise                     |                 | 1º febbraio 1988  |                 |
| 18 | Dial K for Katherine           |                 | 8 febbraio 1988   |                 |
| 19 | Homecoming                     |                 | 15 febbraio 1988  |                 |
| 20 | Basketball blues               |                 | 22 febbraio 1988  |                 |
| 21 | Love letters                   |                 | 14 marzo 1988     |                 |
| 22 | The talk show                  |                 | 21 marzo 1988     |                 |
| 23 | Parental guidance suggested    |                 | 28 marzo 1988     |                 |
| 24 | Rub-a-dub-dub                  |                 | 4 aprile 1988     |                 |
| 25 | See George run                 |                 | 11 aprile 1988    |                 |